# What It Is (Mal Waldron)
| Recensione | Giudizio |
| ---------- | -------- |
| AllMusic   | [ 1 ]    |

What It Is è un album discografico a nome della Mal Waldron Quartet, pubblicato dall'etichetta discografica tedesca Enja Records nel 1982.

## Tracce
Lato A
1. Charlie Parker's Last Supper – 7:10 (Clifford Jordan)
2. Hymn from the Inferno – 11:55 (Mal Waldron)

Lato B
1. What It Is – 17:53 (Mal Waldron)

## Musicisti
- Mal Waldron - pianoforte
- Clifford Jordan - sassofono tenore
- Cecil McBee - contrabbasso
- Dannie Richmond - batteria

Note aggiuntive
- Horst Weber e Matthias Winckelmann - produttori
- Registrazioni effettuate al Vanguard Studios di New York il 15 novembre 1981
- David Baker - ingegnere delle registrazioni
- Carlos Albrecht - mixaggio
- Ngé - fotografie
- Elisabeth Winckelmann - design album[2]